# 小行星3958
小行星3958（英語：3958 Komendantov）是一颗围绕太阳公转的小行星。1953年10月10日，普拉格雅·沙尼在克里米亚发现了此天体。
这颗小行星的绝对星等为28.48206057952884等。